# Synidotea oahu
Synidotea oahu is een pissebed uit de familie Idoteidae. De wetenschappelijke naam van de soort is voor het eerst geldig gepubliceerd in 2004 door Moore.